# Otto Knefler
Otto Knefler (ur. 5 września 1923 w Bernburgu, zm. 30 października 1986 w Ottweiler) – niemiecki piłkarz, a także trener.

## Kariera piłkarska
W trakcie kariery Knefler grał w zespołach Turbine Halle, Werder Brema oraz Saar 05 Saarbrücken. Jego największy sukces to mistrzostwo NRD zdobyte z Turbine Halle w 1952 roku.

## Kariera trenerska
Knefler karierę rozpoczynał w 1963 roku w zespole Saar 05 Saarbrücken z Regionalligi Südwest, który prowadził przez dwa lata. Przed rozpoczęciem sezonu 1967/1968 został szkoleniowcem 1. FC Kaiserslautern z Bundesligi. Zadebiutował w niej 19 sierpnia 1967 roku w wygranym 2:1 meczu z Borussią Neunkirchen. Kaiserslautern prowadził do marca 1968 roku.
Następnie Knefler prowadził Fortunę Düsseldorf, a od początku sezonu 1970/1971 był trenerem pierwszoligowego Eintrachtu Brunszwik. W 1971 roku zajął z nim 4. miejsce w Bundeslidze, a w 1973 roku spadł do Regionalligi West. W 1974 roku został szkoleniowcem drugoligowej Borussii Dortmund. Pracował tam przez dwa lata.
Potem prowadził pierwszoligowe drużyny MSV Duisburg oraz Eintracht Frankfurt, który był jego ostatnim klubem w karierze.